# Europa paleolitică

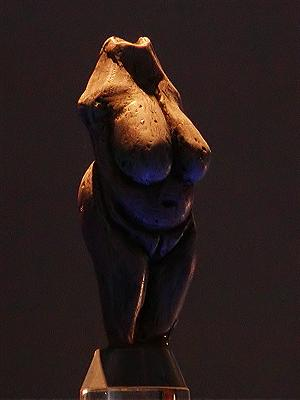
Venus din Moravany, datând din 22.800 î.Hr., descoperită în Slovacia la începutul secolului al XX-lea

Europa paleolitică, Epoca de Piatră inferioară sau veche din Europa, cuprinde epoca de la sosirea primilor oameni arhaici, în urmă cu aproximativ 1,4 milioane de ani până la începutul Mezoliticului în urmă cu aproximativ 10.000 de ani. Această perioadă acoperă astfel peste 99% din prezența umană totală pe continentul european. Sosirea și dispariția timpurie a Homo erectus și Homo heidelbergensis, apariția, evoluția completă și în cele din urmă dispariția lui Homo neanderthalensis și imigrarea și așezarea cu succes a Homo sapiens au avut loc în timpul Paleoliticului european.

## Prezentare generală
Perioada este împărțită în:
- Paleoliticul inferior, de la cea mai veche prezență umană (Homo antecessor și Homo heidelbergensis)[2] la Interglaciațiuna Mindel-Riss, c. acum 1,4-0,3 milioane de ani
- Paleoliticul mijlociu, marcată de prezența Neanderthalienilor, în urmă cu 300.000 până la 40000 ani[2]
- Paleoliticul superior, acum aproximativ 46.000 până la 12.000 de ani, marcat de sosirea oamenilor anatomici moderni și extinzându-se pe tot parcursul ultimului maxim glaciar.[3]
- Mezoliticul, începând în urmă cu aproximativ 14.000 de ani se extinde până acum  4000 ani în nordul Europei. Mezoliticul poate fi sau nu inclus în faza finală a Paleoliticului superior.[2]

## Paleolitic

### Paleolitic inferior: 1,4 milioane ani – 300.000

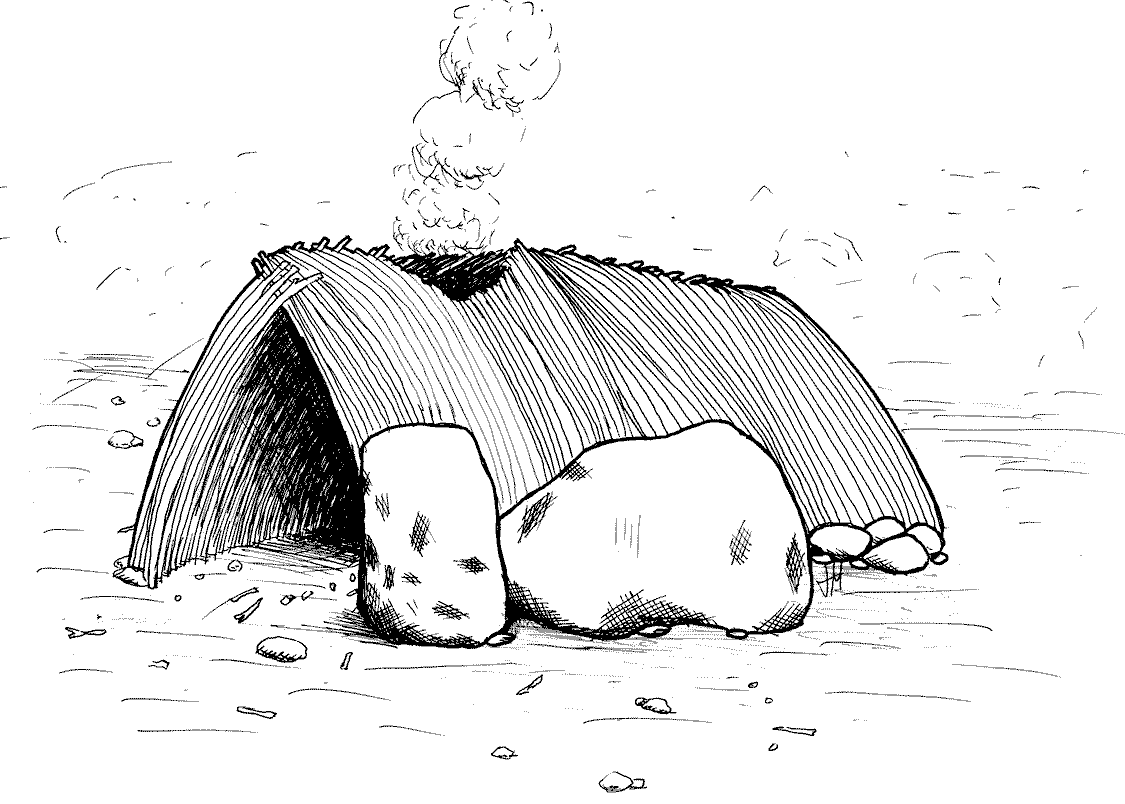
Interpretare artistică a unei case temporare din lemn, bazată pe dovezi găsite la Terra Amata (în Nisa, Franța) și datată în Paleoliticul inferior (c. 400.000)

Cea mai veche dovadă a ocupației umane din Europa de Est provine din peștera Kozarnika din Bulgaria, unde un singur dinte uman și artefacte din silex au fost datate la o vechime de puțin 1,4 milioane de ani în urmă. În Europa de Vest, la Atapuerca, în Spania, au fost găsite rămășițe umane care provin din urmă cu 1,2 milioane de ani. Cinci cranii Homo erectus au fost descoperite la un sit de excavare din Dmanisi, Georgia. Descoperit în 2005 și descris într-o publicație din 2013, se estimează că craniul Dmanisi 5 are o vechime de aproximativ 1,8 milioane de ani.
Cele mai vechi dovezi ale utilizării mai avansate a uneltelor Acheulean sunt topoarele de mână din silex, vechi de 900.000 de ani, găsite în Iberia și într-un sit vechi de 700.000 de ani din centrul Franței. Fosile umane notabile din această perioadă au fost găsite în Kozarnika în Bulgaria (1,4 ma), la Atapuerca în Spania (1,2 ma), în Mauer în Germania (500.000), la Eartham Pit, Boxgrove England (478.000), la Swanscombe în Anglia (400.0000) și Tautavel în Franța (400.000).
Cele mai vechi arme de vânătoare complete găsite vreodată oriunde în lume au fost descoperite în 1995 într-o mină de cărbune în apropierea orașului Schöningen, Germania, unde au fost descoperite sulițele Schöningen din lemn, vechi de 380.000 de ani.

### Paleolitic mijlociu: 300.000–50.000

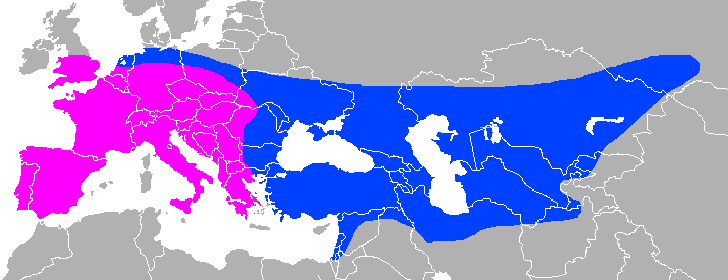
Arealul aproximativ de pre-Neanderthal (H. heidelbergensis) și timpuriu de Neanderthal (violet) și de Neanderthal clasic și târziu (albastru).

Populațiile europene și africane de Homo erectus au evoluat în urmă cu 800.000-400.000 de ani printr-o serie de speciații intermediare către Homo antecessor și Homo heidelbergensis. Fosilele speciei Homo neanderthalensis se găsesc doar în Eurasia.
Înregistrările fosile din Neanderthal variază de la Europa de Vest până la Munții Altai din Asia Centrală și Munții Ural din Nord până la Levant în sud.  Spre deosebire de predecesorii săi, aceștia au fost adaptați biologic și cultural pentru a supraviețui în medii reci și și-au extins cu succes arealul în mediile glaciare din Europa centrală și câmpiile rusești. Numărul mare și, în unele cazuri, starea excepțională de conservare a fosilelor de Neanderthal și a ansamblurilor culturale le permite cercetătorilor să ofere date detaliate și precise despre comportament și cultură. Neanderthalienii sunt asociați cu cultura musteriană, unelte de piatră care au apărut pentru prima dată în urmă cu aproximativ 160.000 de ani.
Experții dezbat dacă „flautul Divje Babe” din peștera Divje Babe I este o dovadă – nu se știe dacă este obiectul un flaut real – că locuitorii din Europa Paleoliticului mijlociu ar fi putut să fabrice și să folosească instrumente muzicale.

### Paleoliticul superior: 50.000–10.000

#### Aurignacian
Cele mai vechi rămășițe umane moderne, datând cu 46.000–44.000 de ani în urmă, au fost descoperite în peștera Bacho Kiro, situată în Bulgaria de astăzi. Toate sau majoritatea tehnologiilor din Paleoliticul superior au fost ale H. sapiens. Unele culturi de tranziție dezvoltate la nivel local (Szletian în Europa Centrală și Chatelperronian în Sud-Vest) folosesc în mod clar tehnologiile paleolitice superioare la date foarte timpurii și există îndoieli cu privire la cine au fost purtătorii lor: H. sapiens, Neanderthal sau populația încrucișată.
Cu toate acestea, avansul definitiv al acestor tehnologii este făcut de cultura aurignaciană. Originile acestei culturi pot fi localizate în ceea ce este acum Bulgaria (proto-aurignacian) și Ungaria (primul aurignacian complet). Până în anul 35.000 î.Hr., cultura aurignaciană și tehnologia sa s-au extins în cea mai mare parte a Europei. Ultimii oameni de Neanderthal par să fi fost forțați să se retragă în timpul acestui proces în jumătatea de sud a Peninsulei Iberice.
Primele opere de artă apar în această fază.

#### Gravetian

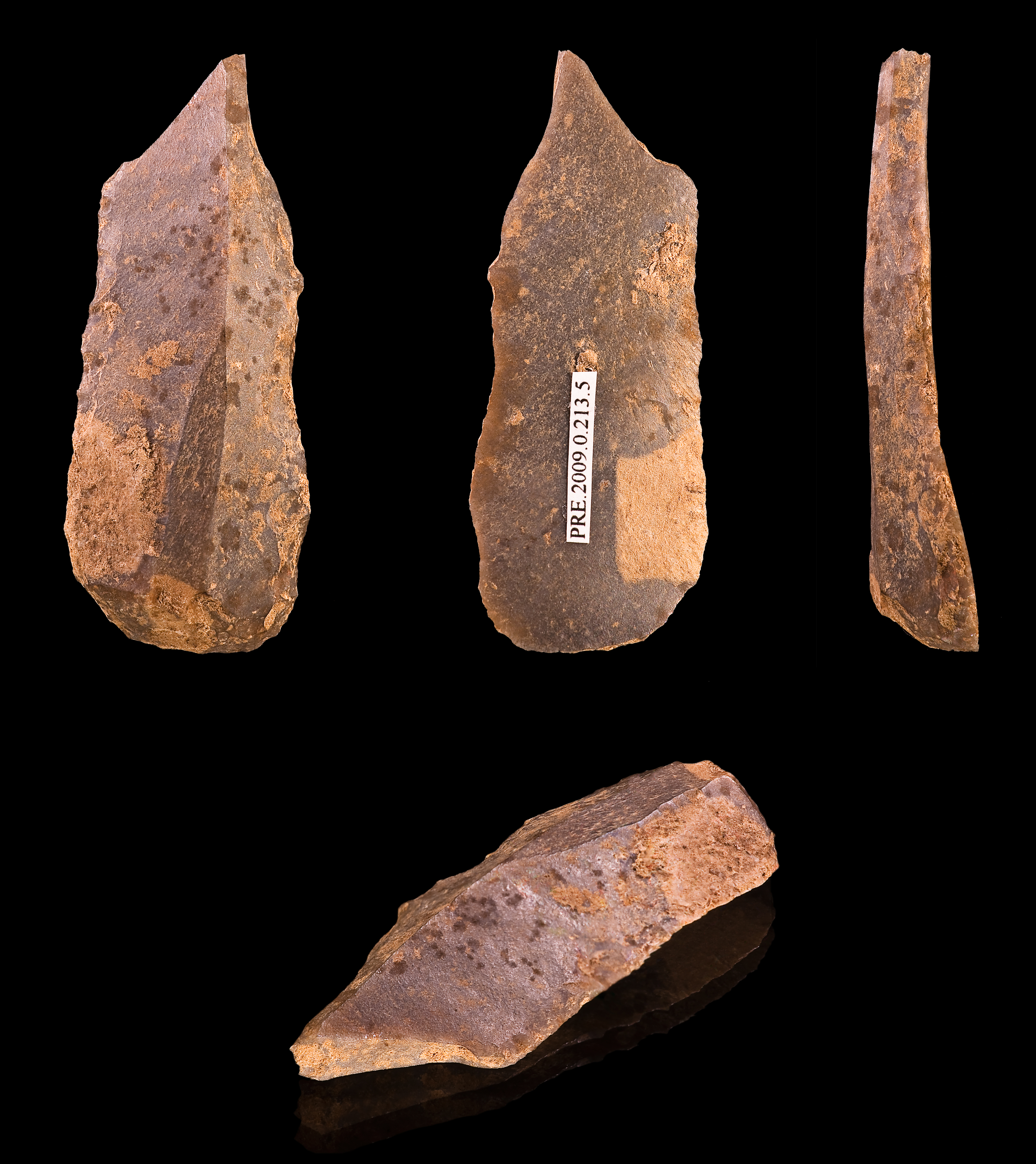
Unelte din cultura gravetian.

În jurul anului 32.000 î.Hr., cultura gravetiană apare în Munții Crimeei (sudul Ucrainei). În jurul anului 22.000 î.Hr., cultura gravetiană ajunge în regiunea de sud-vest a Europei. S-a teoretizat că tehnologia/cultura gravettiană a venit odată cu migrarea oamenilor din Orientul Mijlociu, Anatolia și Balcani. Culturile ar putea fi legate de culturile de tranziție menționate anterior, deoarece tehnicile lor au unele asemănări și sunt ambele foarte diferite de cele aurignaciene, dar această problemă este până acum foarte obscură. Gravetianul dispare curând din sud-vestul Europei, cu excepția notabilă a coastelor mediteraneene ale Iberiei. Cultura gravetiană apare și în Caucaz și în munții Zagros.
Cultura solutreană, extinsă din nordul Spaniei până în sud-estul Franței, include nu numai o tehnologie avansată a pietrei, ci și prima dezvoltare semnificativă a picturii rupestre, utilizarea acului și cea a arcului și săgeții.
Cultura gravetiană mai răspândită nu este mai puțin avansată, cel puțin din punct de vedere artistic: sculptura (în principal figurinele Venus) este cea mai remarcabilă formă de expresie creativă a acestor popoare.

#### Tranziția la mezolitic

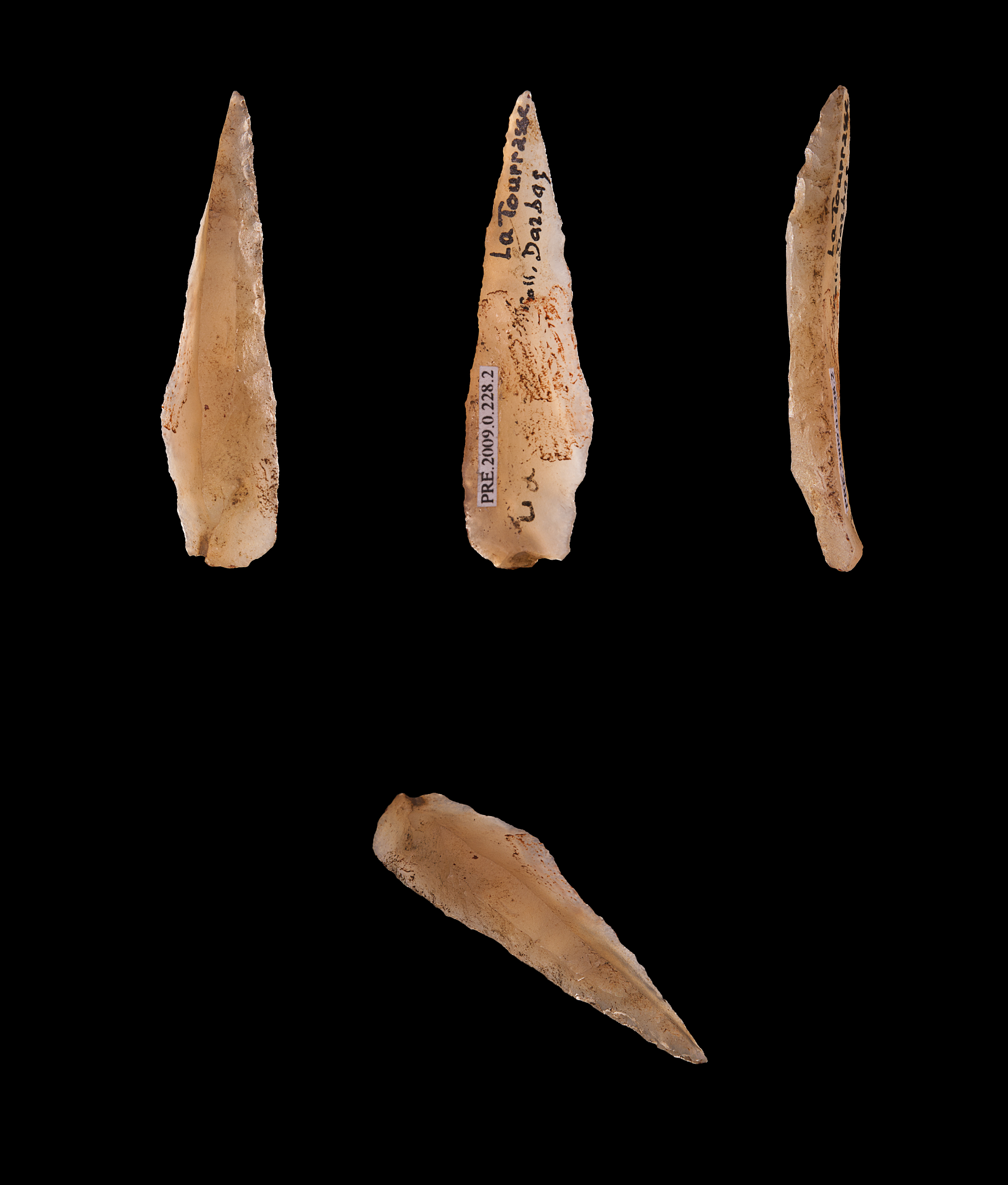
Unelte din azilian, microlite din Epipaleolitic; nordul Spaniei și sudul Franței.

În jurul anului 17.000 î.Hr., Europa este martoră la apariția unei noi culturi, cunoscută sub numele de Magdalenian, posibil având rădăcini în cea aurignaciană. Această cultură o înlocuiește în curând pe cea solutreană și, de asemeneacultura gravetiană din Europa Centrală. Cu toate acestea, în Iberia mediteraneană, Italia și Europa de Est, culturile epi-gravetiene continuă să evolueze la nivel local.
Odată cu cultura Magdaleniană, dezvoltarea paleolitică în Europa atinge apogeul și aceasta se reflectă în arta avansată, datorită tradițiilor anterioare de pictură în vest și de sculptură în Europa Centrală.
În jurul anului 10.500 î.Hr., epoca glaciară Würm se încheie. Încet, în următoarele milenii, temperaturile și nivelul mării cresc, schimbând mediul oamenilor preistorici. Cu toate acestea, cultura magdaleniană persistă până în jurul anului 8000 î.Hr., când evoluează rapid în două culturi microlitice: azilian, în Spania și sudul Franței, și sauveterian, în nordul Franței și Europa Centrală, care sunt descrise fie ca epipaleolitice, fie ca mezolitice. Deși există unele diferențe, ambele culturi împărtășesc mai multe trăsături: crearea unor unelte de piatră foarte mici numite microliți și lipsa artei figurative, care pare să fi dispărut aproape complet, fiind înlocuită de decorarea abstractă a uneltelor.
În faza târzie a acestei perioade epipaleolitice, cultura sauveteriană evoluează în așa-numita Tardenoisian și influențează puternic vecinul său sudic, înlocuindu-l în mod clar în Spania mediteraneană și Portugalia. Recesiunea ghețarilor permite pentru prima dată colonizarea umană în Europa de Nord. Cultura maglemosian, derivată din cultura sauveteriană-tardenois dar cu o puternica personalitate, colonizează Danemarca și regiunile din apropiere, inclusiv părți din Marea Britanie.